# 布伦丹·科里
布伦丹·科里（英語：Brendan Corey，1997年1月21日—），加拿大、澳大利亚男子短道速滑运动员，他曾获得2024年世界短道速滑锦标赛男子1500米铜牌，他也曾参加2022年冬季奥林匹克运动会。